# Flaschenpyramide

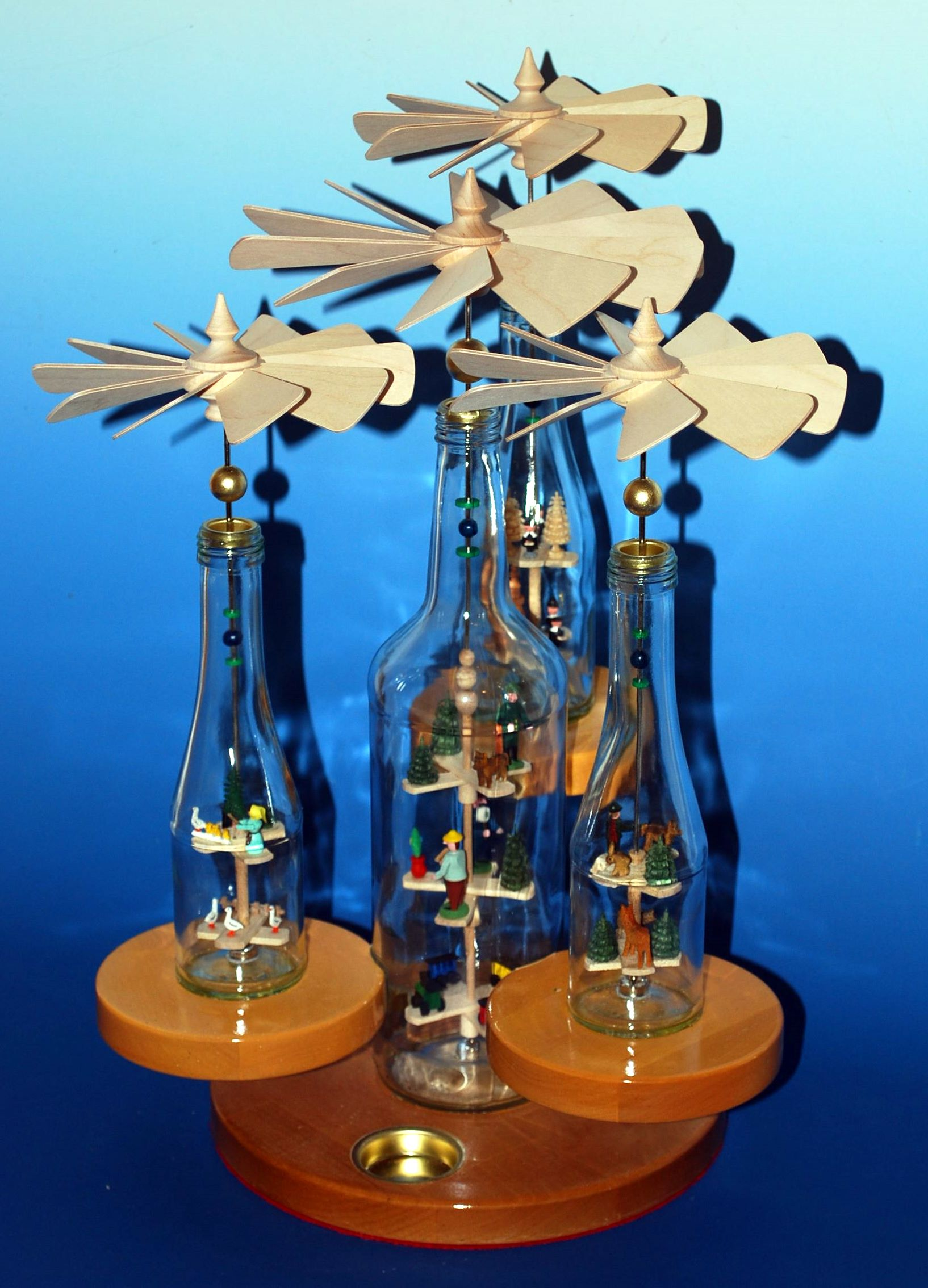
Kristallpyramide

Flaschenpyramiden sind schmale Weihnachtspyramiden, deren Drehkörper komplett in eine durchsichtige Flasche eingefügt wird. Nur die Flügel schauen heraus. Sie bilden eine Unterart der bekannteren hölzernen erzgebirgischen Pyramiden. Sie wurden um 1900 zuerst in der Freizeit gefertigt.

## Entwicklung
Die vermehrte industrielle Glasflaschenproduktion regte den Einfallsreichtum der erzgebirgischen Handwerker an. Hinzu kam, dass die im 19. Jahrhundert verbreitete Holzfeuerung zum Kochen und Heizen in den damaligen Wohnräumen eine ständige Rußverschmutzung hervorrief. Um die zeitaufwändige Reinigung der geliebten Weihnachtsartikel zu vermeiden, wurde nach einer Alternative gesucht, die sich mit den Glasflaschen bot: sie waren einfach zu reinigen und erschienen danach wie neu.
Die Fertigung einer Flaschenpyramide benötigt sehr viel Zeit und sehr viel Geduld und ist somit unwirtschaftlich, zu einer Massenfertigung kam es dadurch nie. Nur wenige Personen wie Matthias Schultz fertigen diese in ihrer Freizeit und reichen sie in der Familie weiter. Die älteren Modelle waren stets sehr farbenfroh und mit verschiedenem Zierrat wie Perlenketten bestückt. Modernere Modelle wie Schultz' Kombination von vierstufigem bergmännischem Eingericht mit drehbarem Innenteil und in der obersten Ebene aufgestetzten Gustav-Adolf-Stabkirche von Hahnenklee-Bockswiese sind hingegen mitunter rein naturholzsichtig ausgeführt.

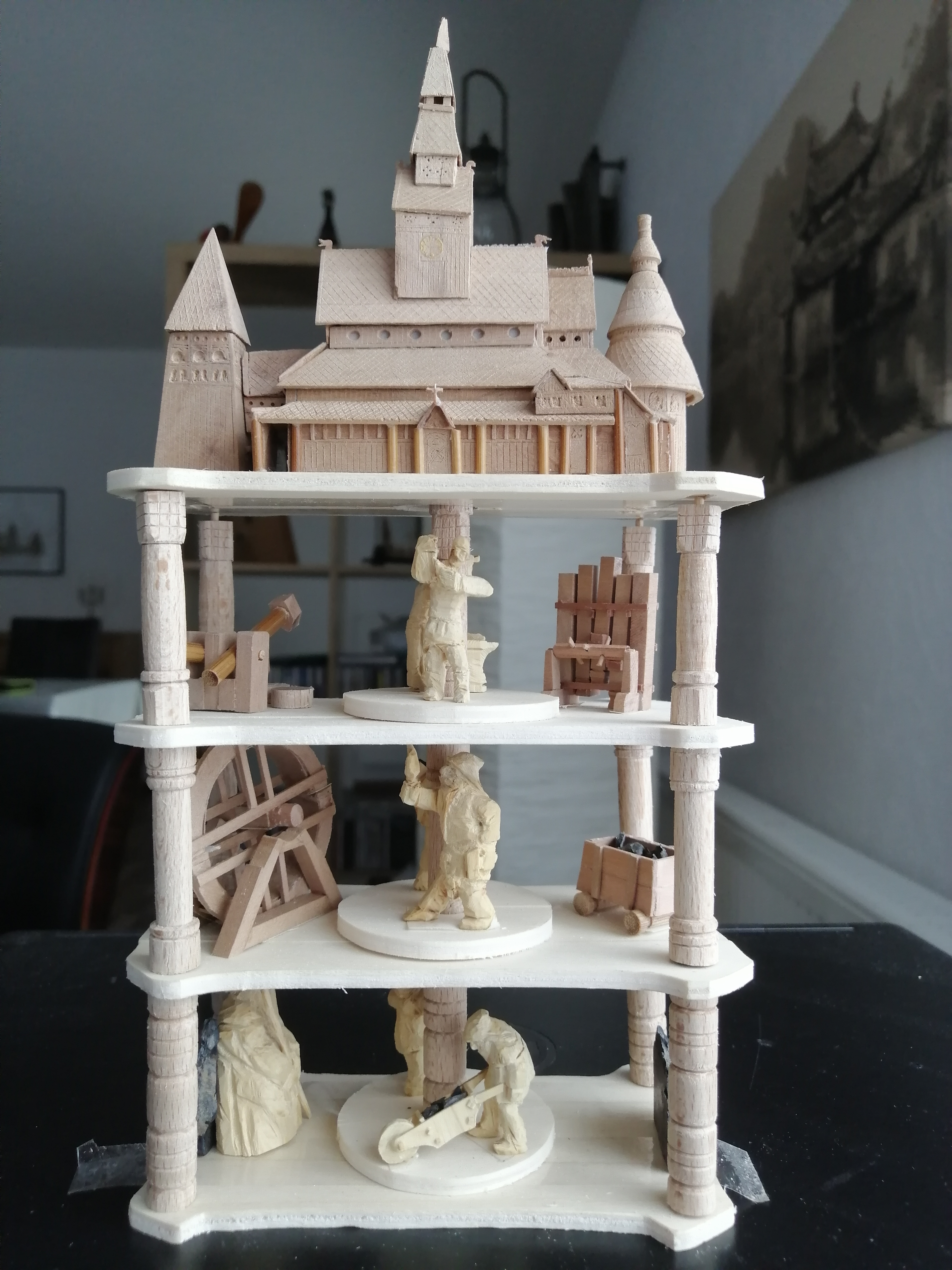
Moderne, viergeschossige Flaschenpyramide vor dem Einbau.

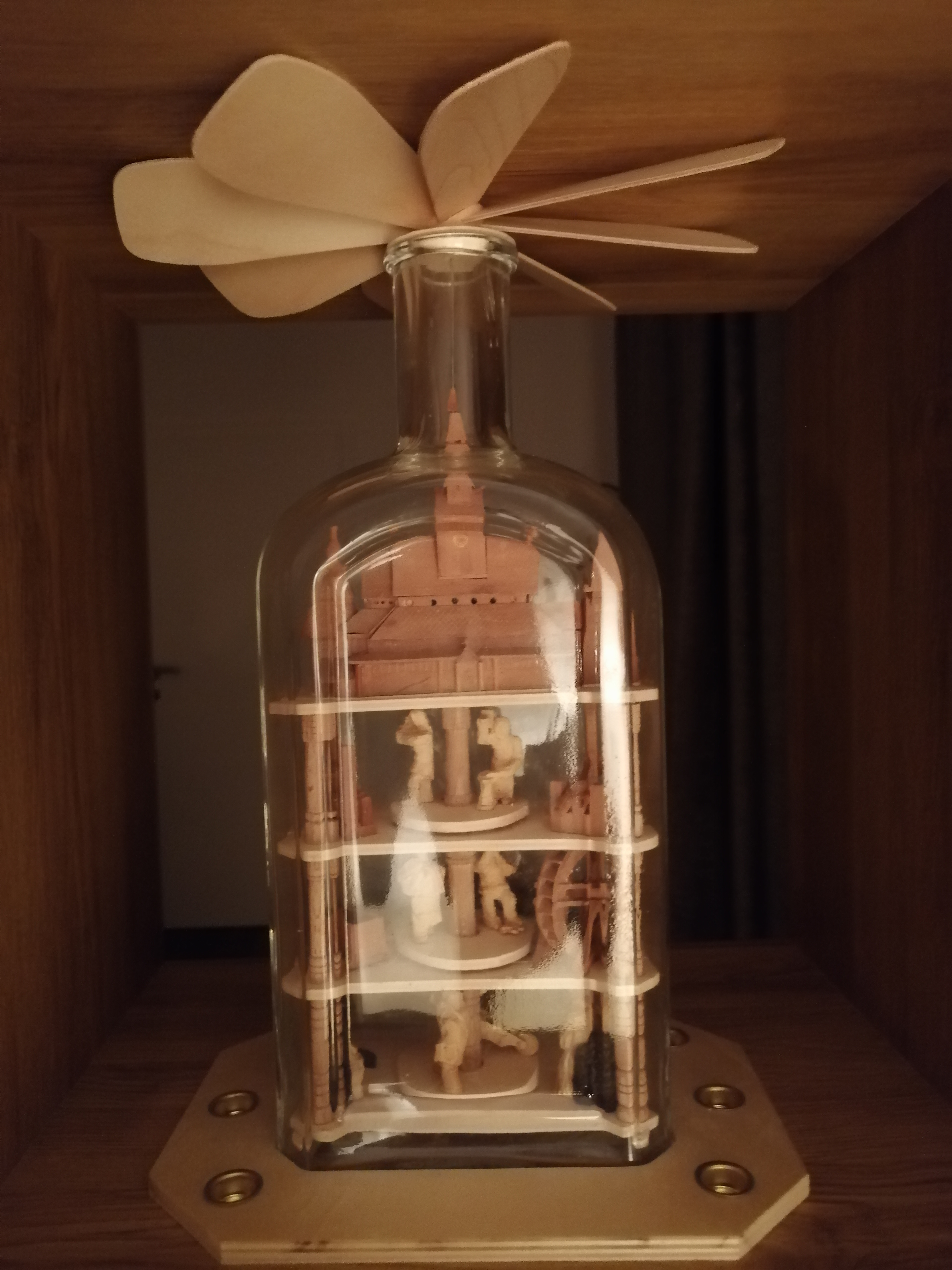
Vollendete moderne, viergeschossige Flaschenpyramide. Künstler: Matthias Schultz

Nach der Wende wuchs das allgemeine Interesse an Volkskunstartikeln und Traditionen. So gründeten sich kleine Manufakturen, die eben auch Flaschenpyramiden im Sortiment haben. Unter anderem bietet die Schönfelder Erzgebirgsstube im Thermalbad Wiesenbad solche Weihnachtsdekoration an.

## Arten
Bei den Flaschenpyramiden werden drei Arten unterschieden:
- die einfache Flaschenpyramide mit einer Flasche und einem Flügelrad,
- die Kristallpyramide mit vier Flaschen und vier Flügelrädern sowie
- die Geduldsflasche mit einer Pyramide im Inneren der Flasche aber ohne Flügelrad.

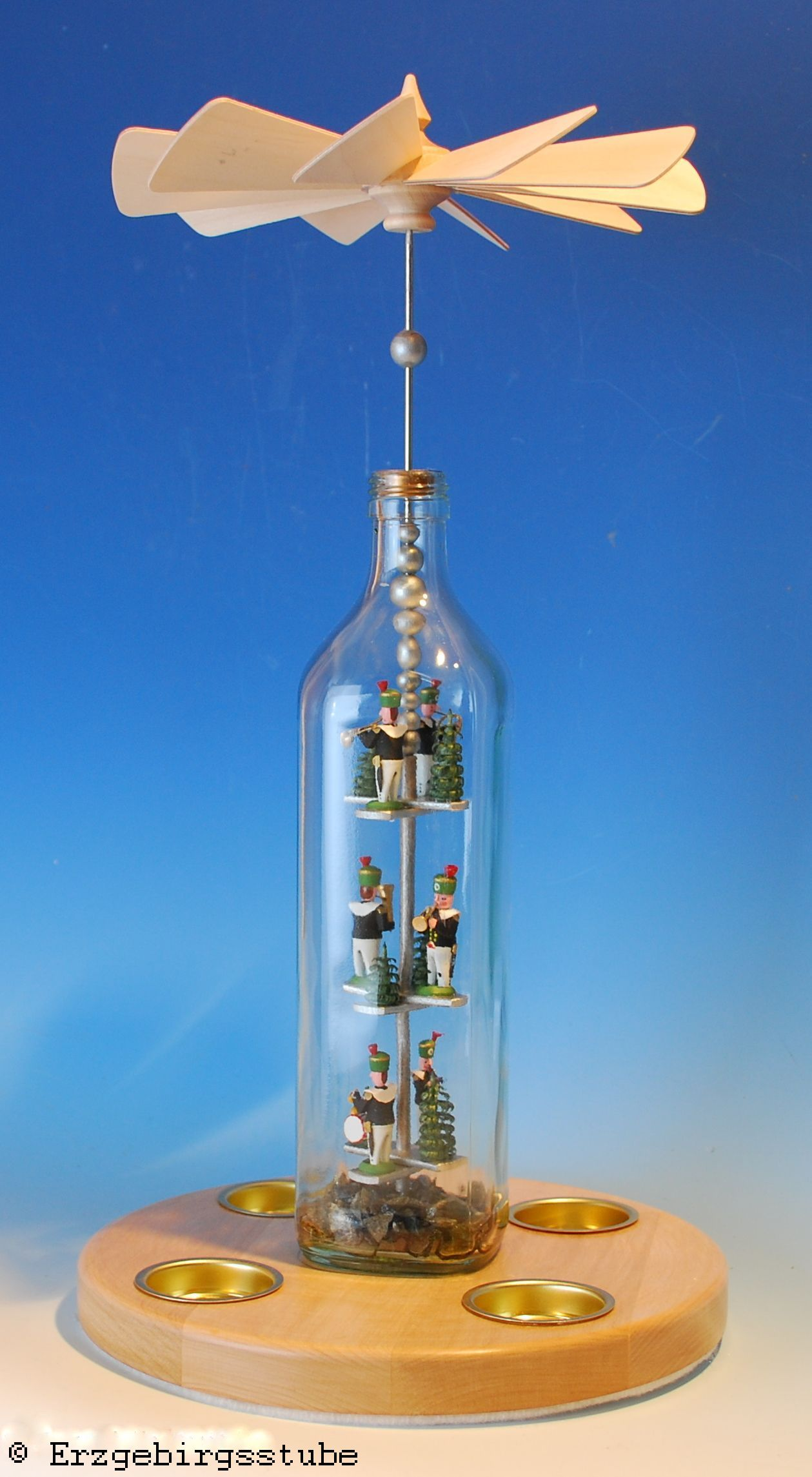
Einfache Flaschenpyramide
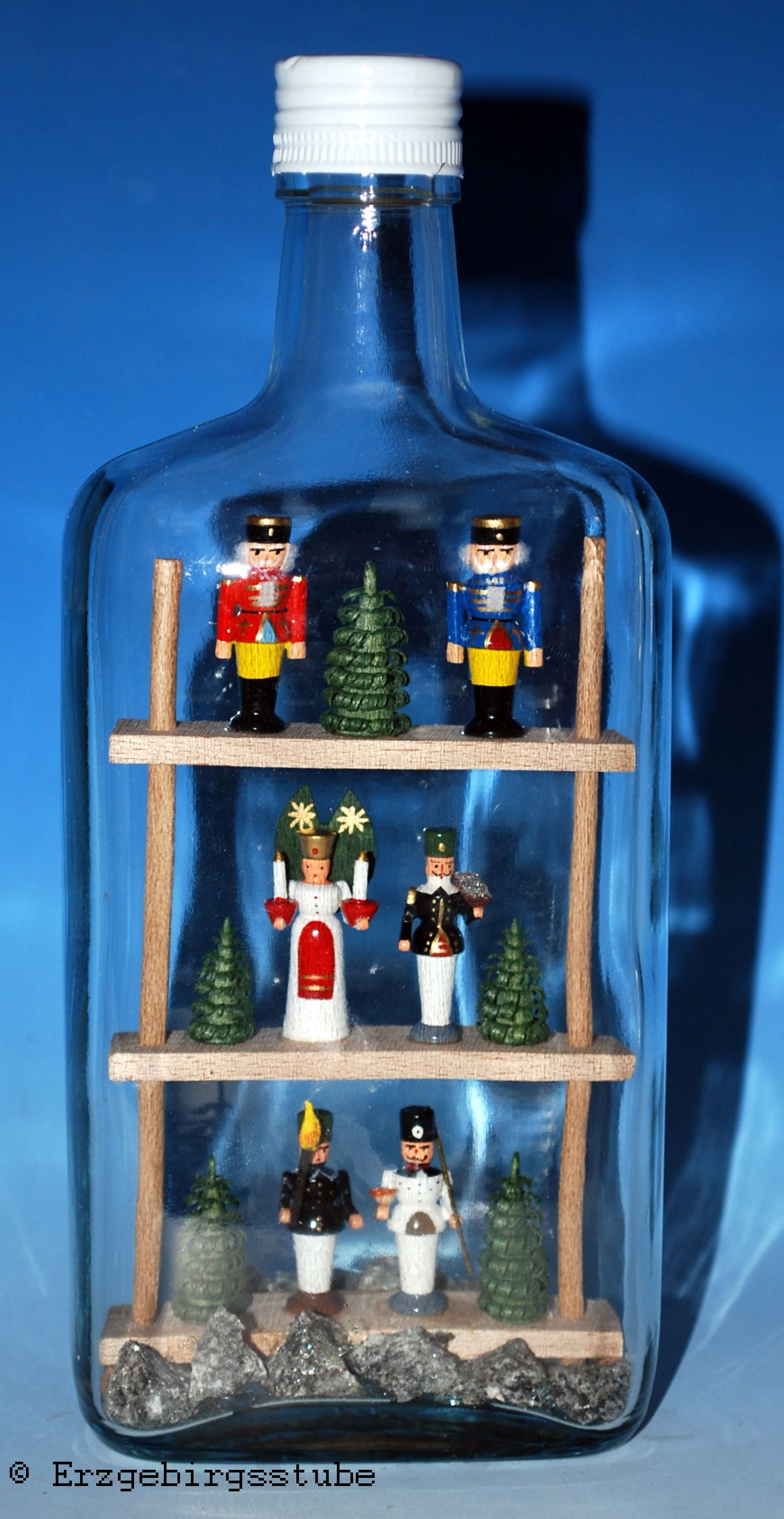
Geduldsflasche